# Алфред Крупа
Алфред Крупа (Alfred Joseph Kruppa, Миколов, 22. јули 1915 — Карловац, 16. октобар 1989) био је хрватски сликар, илустратор, графичар, ликовни педагог, проналазач, спортски и културни радник, полиетничког (полинационалног) порекла.

## Живот у Пољској
Рођен је 22. јули 1915. године у Миколову граду у Пољској у Војводству Шлеском (које је мењало државе), данас у Повјату миколовском, у немачко-пољској породици јеврејског порекла, која је припадала Аугсбургшкој евангелистичкој цркви. Са шест година прерано је остао без оба родитеља. Отац Јозеф, за кога се мало зна, осим да је био сликар пореклом из породице покрштених јевреја нестао је у једном од устанака у Галицији око 1919. године, а мајке му је умрла 1921.године са 25 година. Имао је два брата (Герхарда и Енгелберта) и сестру (Хилдегард Мари, која је након две године мучења у женском концентрационом логору Равенсбрук , жива бачена у пећ крематоријум концентрационог логора Аушвиц 1944. године не навршивши 25 година), о којима је после смрти родитеља бринула бака Тереза (Therese Podkowa).
Гимназију је завршио у Катовицама 1932. године у којој је као добар ђак прескакао разреде. Дипломирао је сликарство на Академији ликовних уметности у Кракову 1937. године, у класи Јозефа Мехофера, једног од вођа покрета „Млада Пољска“ и једног од признатијих пољских уметника тога доба.
Врло рано почео је да се бави боксом и стрељаштвом, и убрзо у боксу постао аматерски првак Пољске у перолакој категорији.

### Учешће у Другом светском рату
У Другом светском рати за време напада на Пољску 1939. године, борио се против Недмачке агресији, у првим линија ратишта. Након што је готово цела његова јединица од 13 000 људи погинула, Крупа се нашао међу свега седамдесетак преживелих. Недељу дана лутао је ратиштем током хаотичног повлачење Пољске војске која је била у расулу, и у тешком психофизичком стању, које довело до делимичне амнезије изазване посттрауматским стресним поремећајем. Када се вратио кући морао је да се пријави немачким властима и тако је доспео у војни логор, у коме је постављао бомбе, и био присиљен на тежак рад.
Када је Немачка окупирала Пољску, Горња Шлезија је, попут Судета, директно припојена. Дакле, није био под режимом окупационе власти, већ се сматрала делом немачке територије под директном управом Берлина. Већина становништва са немачким коренима била је, по закону, били су уписани као припадници Немачког народа.
Када се отворио фронт у Русији, Вермахт је почео да прима у војску, не само чистокрвне Немце, како би ојачао своје снаге. Алфред Крупа је сматрао да треба да искористити ту прилику како би се ослободио присилног рада који је могао да се заврши само његовом смрћу. У немачкој униформи борио се у Одеси и Харкову. Како су Немци мислили да су они са крвном групом „0“  посебно издржљиве особе, они су Алфреда који је имао ову крвну групу, послали у Тирол на обуку да заједно са осталима буде упућен на афрички фронт. Међутим из Тирола, није упућен у Африку већ у Југославију.

У Кулен Вакуфу, након сукоба Немаца са партизанима 7. августа 1943. године Алфред Крупа је пребегао  у партизане. 
| „ | Сакрио се иза камена. Све заробљенике су партизани побили, а Алфреду су ставили пиштољ на чело. Када им је рекао да Пољак, партизани су га одвели у седиште одреда где је неко ко је знао пољски утврдио чињенично стање...након што је испричао целу своју причу. | ” |

 Други дан по доласку у партизане добио је команду над батеријом топова, с обзиром да је у немачкој војсци био артиљерац.
У паузи између борбених активности Алфред Крупа најпре слика оловком на приручним комадима папира, а касније када је од челника одреда добио туш, боје, папир и чауру од италијанске бомбе, коју користио као посуду за воду бавио се и сликањем акварела.
У партизанима је због својих ликовних способности убрзо постао један од „13 уметника” - припадника ликовне уметности Хрватског антифашистичког покрета. Током 1944. године учествовао је на изложби уметника партизана у Топуском заједно са групом „Тринесторица сликара и вајара” коју су чинили: Детони, Радауш, Шимага, Рукљач, Прица, Мраз, Ћаће, Чермак, Крупа, Муртић, Агбаба, Рајковић и Черић, На овој изложби изложено је преко 270 радова.  Од тада је његов рад био излаган у многим местима, а одржао је и двадесет шест самосталних изложби и учествовао на бројним колективним  изложбама и ликовним колонијама.

## Живот у Југославији
По окончању Другог светског рата остао је да живи у Хрватској, у којој се и оженио  Маријом Озболт, рођеном Волф, истакнутом чланицом Антифашистичког фронта жена Хрватске. Након женидбе се настанио у Карловцу, где је једно време радио у пошти.
Након што су му на Академији ликовних уметности  у Загребу нострификовали звање академског сликара стечено у Пољској, прво место у коме је радио у Југославији било је место ликовног предавача у Гимназији на Крку, а након тога у Карловцу, у коме је радио и у многим основним и средњим школама.
Крупа је био активни спортиста и тренирао је боксере и друге спортисте. Био је оснивач три боксерска клуба и стрелишта у Карловцу.
У заслужену пензију отишао је 1971. године, а као пензионер имао је каријеру врло живописног и активног уметника. Био је и учесник бројних ликовних колонија, међу којима је и једна чији је он оснивач — Југословенска колонија акварела „Слава Рашкај“ у дворцу Озаљ.
Алфред Фредди Крупа је његов унук.

## Ликовно стваралаштво
Склон сажетом реалистичном обликовању и пленаризму, сликао је углавном ведете и реке Карловца, његову индустријску околину и пејзаже у уљу, акварелу (који се одликовао лирским доживљајем, прозирношћу и наглашеним контурама, на рапавом папиру тачкастом структуром), или комбинованом техником са тушем који подсећа на витраже.
Експериментишући сликарским техникама, створио је циклус слика под морем, који је изложен 1951. године. Цртао је (тушем, угљем, кредом, сепијом, оловком) партизанске призоре (Референт санитета, 1944. године), јавни радови (циклус Омладинске радне акције 1946–76), циклус Са пијаце (1964), портрете (Женски портрет, 1946), пезаже, ентеријере, фигуралне композиције.
Алфред Крупа који је био и сјајан портретни сликар, читавог живота бавио се портретисањем из властитог задовољства, и тиме доказао да је школовани визуелни уметник. Иако се све време живота у Југославији бавио сликањем и излагањем својих дела на многим изложбама, он се сликању сасвим посвети  тек од 1971. године, након одласка у заслужену пензију.

### Изложбе
Прва изложба неког академског уметника након завршетка Другог светског рата у Загребу била је његова. То је било у Галерији Улрих 1945. године, најстаријем загребачком ликовном салону.
Крупа је током живота организовао преко 30 самосталних изложби и био је најактивнији и вероватно најважнији карловачки сликар свог времена, и сигурно један од најзначајнијих хрватских сликара реалиста и акварела двадесетог века.
Излагао је самостално своја ликовна дела у:
- Загребу (1945, 1951, 1955, 1958, 1960–61, 1972, 1977, 1989),
- Карловцу (1946, 1948, 1952, 1954, 1957, 1961, 1968, 1971, 1974, 1976–79, 1981–83, 1986, 1989),[4][5]
- Озљу (1968),
- Дугој Реси (1969),
- Пули (1981).

Постхумно су приређене изложбе Крупових дела у:
- Загребу (1996. године, заједно са унуком Алфредом Ф. Крупом 2008),[6]
- Карловцу (1990, 1997, 2006),[7]
- Сплиту (Хрватски фестивал акварела, 1997),[8]
- У неколико тематских ретроспектива, у која су уврштена његова ликовна дела.

## Признања
За различита и изузетна достигнућа Алфред Крупа је награђен бројним државним почастима Југославије; 
- Медаља за храброст.
- Награда за доприноса народу са сребрном огрлицом, Град Карловац.
- Плакета ЗАВНОХ-а (највиши друштвено призанње Републике Хрватске у то време).
- Једна од улица у граду Карловцу у Хрватској носи назив Улица Алфреда Крупе.
- 2005. године Хрватски филателистички савез из Карловца и Хрватска пошта издали су пригодну маркицу и коверту у част Алфреда Крупе.
- Дела Алфреда Крупе данс су саставни део сталних збирки 20. века у Хрватском повијесном музеју у Загребу, Градском музеју у Карловцу, Бауеровој збирци у Вуковару...

## Занимљивости из живота Алфреда Крупа
Крупа је био и страстан изумитељ, који је осмислио низ занимљивих изума, укључујући:
- чамац са стакленим дном за разгледање (који је и данас популаран),

- скије за ходање по води (које је демонстрирао на хрватској реци Корани),

- катамаран на склопивом платну,

- системе за спречавање потонућа бродова,

- боксерске рукавица које се могу надувати компримованим ваздухом.

Крупа је све ове изуме створио у породичној кући у улици Домобранска 8 у Карловцу.
Локални лист је известио и да је Крупа био први човек који је у лето 1950. године у Врбнику на острву Крку насликао класично уље на папиру испод мора. Ручно је израдио ронилачку маску од гума и стаклену, цев за дисање под водом, а за дно је везао себе и постоље за сликање. Тако настала дела (која су данас изгубљена) изложио је у Загребу 1951. године. Ова подводна Крупина дела   критичари су напали јер су по њиховом мишљењу била „превише бизарана”.